# Bayan Ko
Bayan Ko (Filipijns voor mijn land) is een bekend Filipijns patriottistisch lied, dat ook wel eens wordt aangeduid als het tweede volkslied van de Filipijnen. Het nummer werd oorspronkelijk in het Spaans geschreven door José Alejandrino, een generaal in de Filipijnse Revolutie. Enkele tientallen jaren later werd het nummer in het Tagalog vertaald door de dichter José Corazón de Jesús. De song werd in de jaren 70 gebruikt als protestsong tegen het dictatoriale bewind van Ferdinand Marcos gezongen onder meer door Freddie Aguilar.  Nadien bleef het lied geassocieerd met de EDSA-revolutie en de Aquino-familie. Zo zong zangeres Lea Salonga het nummer in de Kathedraal van Manilla bij het overlijden van voormalig president Corazon Aquino.